# Wally Cirillo
Wallace Joseph 'Wally' Cirillo (Huntington (New York), 4 februari 1927 – Boca Raton, 5 mei 1977) was een Amerikaanse jazzpianist.

## Biografie
Cirillo studeerde van 1948 tot 1950 aan het Conservatory of Modern Music in New York en vervolgens aan de Manhattan School of Music. In 1953 speelde hij in de band van Chubby Jackson en Bill Harris en in de tweede helft van de jaren 1950 met John LaPorta en Charles Mingus, in wiens Jazz Composers workshop hij speelde en opnam. Vanaf 1961 was hij leraar in Florida, gaf privélessen en cursussen aan de universiteit (in piano en improvisatie) en componeerde (inclusief orkestwerken en elektronische muziek). Hij leidde ook zijn eigen band van 1962 tot 1965, speelde met Ira Sullivan, Flip Phillips en Phil Napoleon.
Cirillo nam op onder zijn eigen naam (in een kwartet met Teo Macero en Charles Mingus in 1955) en met Mingus' Jazz Workshop, met LaPorta (1954 in het kwintet bij Debut Records) en Johnny Mathis. Zijn kwartetopname bevat de eerste jazzcompositie gebaseerd op de twaalftoonserie. Het werd af en toe opnieuw uitgebracht onder de naam van Mingus en in 2006 op Explorations of Teo Macero en Wally Cirillo (Fresh Sound Records). Hij nam ook verschillende albums op in een duet met gitarist Joe Diorio in de jaren 1970. Tom Lord nam zeven opnamen op van 1954 tot 1957 in zijn jazzdiscografie.

## Overlijden
Wally Cirillo overleed in mei 1977 op 49-jarige leeftijd.